# EPrix van Tokio 2025
De ePrix van Tokio 2025 werd gehouden over twee races op 17 en 18 mei 2025 op het Tokyo Street Circuit. Dit waren de achtste en negende races van het Formule E-seizoen 2024-2025. Het was de eerste keer dat er tijdens dit evenement twee races werden georganiseerd.
De eerste race, waarvan de kwalificatie vanwege slechte weersomstandigheden werd afgelast, werd gewonnen door Maserati-coureur Stoffel Vandoorne, die voor het eerst sinds de ePrix van Monte Carlo 2022 zegevierde. Oliver Rowland werd voor Nissan vanaf pole position tweede, terwijl McLaren-rijder Taylor Barnard derde werd.
De tweede race werd gewonnen door Rowland, die vanaf pole position zijn vierde zege van het seizoen behaalde. Pascal Wehrlein, die voor Porsche reed, eindigde als tweede, terwijl Cupra Kiro-rijder Dan Ticktum met een derde plaats zijn eerste Formule E-podium behaalde.

## Race 1

### Kwalificatie
Vanwege zware regenval werd de kwalificatie afgelast. De uitslag van de tweede vrije training werd gebruikt voor de grid, waardoor Oliver Rowland de pole position in handen kreeg. Hij ontving hiervoor niet de gebruikelijk drie punten, aangezien de kwalificatie nooit van start was gegaan.

#### Startopstelling
| Pos | No | Coureur                | Team               | Tijd     |
| --- | -- | ---------------------- | ------------------ | -------- |
| 1   | 23 | Oliver Rowland         | Nissan             | 1:32.525 |
| 2   | 48 | Edoardo Mortara        | Mahindra           | 1:33.212 |
| 3   | 17 | Norman Nato            | Nissan             | 1:33.488 |
| 4   | 5  | Taylor Barnard         | McLaren-Nissan     | 1:33.566 |
| 5   | 21 | Nyck de Vries          | Mahindra           | 1:33.570 |
| 6   | 16 | Sébastien Buemi        | Envision-Jaguar    | 1:33.959 |
| 7   | 33 | Dan Ticktum            | Cupra Kiro-Porsche | 1:34.133 |
| 8   | 25 | Jean-Éric Vergne       | DS                 | 1:34.177 |
| 9   | 7  | Maximilian Günther     | DS                 | 1:34.307 |
| 10  | 4  | Robin Frijns           | Envision-Jaguar    | 1:34.326 |
| 11  | 13 | António Félix da Costa | Porsche            | 1:34.545 |
| 12  | 8  | Sam Bird               | McLaren-Nissan     | 1:34.604 |
| 13  | 37 | Nick Cassidy           | Jaguar             | 1:34.983 |
| 14  | 2  | Stoffel Vandoorne      | Maserati           | 1:35.246 |
| 15  | 55 | Jake Hughes            | Maserati           | 1:35.407 |
| 16  | 22 | Zane Maloney           | Lola-Yamaha-ABT    | 1:36.182 |
| 17  | 1  | Pascal Wehrlein        | Porsche            | 1:37.109 |
| 18  | 11 | Lucas di Grassi        | Lola-Yamaha-ABT    | 1:37.554 |
| 19  | 9  | Mitch Evans            | Jaguar             | 1:37.951 |
| 20  | 3  | David Beckmann         | Cupra Kiro-Porsche | 1:38.604 |
| 21  | 51 | Nico Müller            | Andretti-Porsche   | 1:38.867 |
| 22  | 27 | Jake Dennis            | Andretti-Porsche   | 1:38.977 |

### Race
| Pos | No | Coureur                | Team               | Rondes | Tijd/Oorzaak uitval | Grid | Punten |
| --- | -- | ---------------------- | ------------------ | ------ | ------------------- | ---- | ------ |
| 1   | 2  | Stoffel Vandoorne      | Maserati           | 38     | 1:17:00.573         | 14   | 25     |
| 2   | 23 | Oliver Rowland         | Nissan             | 38     | +8.140              | 1    | 18     |
| 3   | 5  | Taylor Barnard         | McLaren-Nissan     | 38     | +8.695              | 4    | 15     |
| 4   | 16 | Sébastien Buemi        | Envision-Jaguar    | 38     | +9.047              | 6    | 12     |
| 5   | 33 | Dan Ticktum            | Cupra Kiro-Porsche | 38     | +14.499             | 7    | 10     |
| 6   | 48 | Edoardo Mortara        | Mahindra           | 38     | +15.974             | 2    | 8      |
| 7   | 13 | António Félix da Costa | Porsche            | 38     | +19.035             | 11   | 6      |
| 8   | 25 | Jean-Éric Vergne       | DS                 | 38     | +22.529             | 8    | 4      |
| 9   | 4  | Robin Frijns           | Envision-Jaguar    | 38     | +23.958             | 10   | 2      |
| 10  | 37 | Nick Cassidy           | Jaguar             | 38     | +25.039             | 13   | 2      |
| 11  | 21 | Nyck de Vries          | Mahindra           | 38     | +25.781             | 5    |        |
| 12  | 51 | Nico Müller            | Andretti-Porsche   | 38     | +29.794             | 21   |        |
| 13  | 1  | Pascal Wehrlein        | Porsche            | 38     | +31.111             | 17   |        |
| 14  | 8  | Sam Bird               | McLaren-Nissan     | 38     | +40.763             | 12   |        |
| 15  | 17 | Norman Nato            | Nissan             | 38     | +42.345             | 3    |        |
| 16  | 22 | Zane Maloney           | Lola-Yamaha-ABT    | 38     | +43.600             | 16   |        |
| 17  | 11 | Lucas di Grassi        | Lola-Yamaha-ABT    | 38     | +46.468             | 18   |        |
| 18  | 3  | David Beckmann         | Cupra Kiro-Porsche | 38     | +51.851             | 20   |        |
| 19  | 55 | Jake Hughes            | Maserati           | 37     | +1 ronde            | 15   |        |
| 20  | 9  | Mitch Evans            | Jaguar             | 21     | Schade ongeluk      | 19   |        |
| DNF | 7  | Maximilian Günther     | DS                 | 11     | Batterij            | 9    |        |
| DSQ | 27 | Jake Dennis            | Andretti-Porsche   | 20     | Gediskwalificeerd   | 22   |        |

## Race 2

### Kwalificatie

#### Groepsfase
De top vier uit iedere groep kwalificeerde zich voor de knockoutfase.
Groep A
| Pos | No | Coureur           | Team            | Tijd     |
| --- | -- | ----------------- | --------------- | -------- |
| 1   | 11 | Lucas di Grassi   | Lola-Yamaha-ABT | 1:13.781 |
| 2   | 17 | Norman Nato       | Nissan          | 1:13.790 |
| 3   | 23 | Oliver Rowland    | Nissan          | 1:13.818 |
| 4   | 25 | Jean-Éric Vergne  | DS              | 1:13.892 |
| 5   | 5  | Taylor Barnard    | McLaren-Nissan  | 1:14.040 |
| 6   | 21 | Nyck de Vries     | Mahindra        | 1:14.056 |
| 7   | 37 | Nick Cassidy      | Jaguar          | 1:14.106 |
| 8   | 22 | Zane Maloney      | Lola-Yamaha-ABT | 1:14.157 |
| 9   | 16 | Sébastien Buemi   | Envision-Jaguar | 1:14.258 |
| 10  | 2  | Stoffel Vandoorne | Maserati        | 1:14.453 |
| 11  | 9  | Mitch Evans       | Jaguar          | 1:24.043 |

Groep B
| Pos | No | Coureur                | Team               | Tijd     |
| --- | -- | ---------------------- | ------------------ | -------- |
| 1   | 1  | Pascal Wehrlein        | Porsche            | 1:13.671 |
| 2   | 48 | Edoardo Mortara        | Mahindra           | 1:13.708 |
| 3   | 33 | Dan Ticktum            | Cupra Kiro-Porsche | 1:13.715 |
| 4   | 13 | António Félix da Costa | Porsche            | 1:13.812 |
| 5   | 8  | Sam Bird               | McLaren-Nissan     | 1:13.812 |
| 6   | 7  | Maximilian Günther     | DS                 | 1:13.975 |
| 7   | 27 | Jake Dennis            | Andretti-Porsche   | 1:13.987 |
| 8   | 3  | David Beckmann         | Cupra Kiro-Porsche | 1:14.045 |
| 9   | 55 | Jake Hughes            | Maserati           | 1:14.234 |
| 10  | 51 | Nico Müller            | Andretti-Porsche   | 1:14.268 |
| 11  | 4  | Robin Frijns           | Envision-Jaguar    | 1:14.456 |

#### Knockoutfase
De combinatie letter/cijfer staat voor de groep waarin de betreffende coureur uitkwam en de positie die hij in deze groep behaalde.
|  | Kwartfinale            | Kwartfinale      |                |          | Halve finale | Halve finale |  |  | Finale | Finale |
|  |                        |                  |                |          |              |              |  |  |        |        |
|  |                        |                  |                |          |              |              |  |  |        |        |
|  | A3-A2                  |                  |                |          |              |              |  |  |        |        |
|  |                        |                  |                |          |              |              |  |  |        |        |
|  | Oliver Rowland         | 1:12.375         |                |          |              |              |  |  |        |        |
|  | Oliver Rowland         | 1:12.375         | K1-K2          |          |              |              |  |  |        |        |
|  | Norman Nato            | 1:30.431         |                |          |              |              |  |  |        |        |
|  | Norman Nato            | 1:30.431         | Oliver Rowland | 1:12.007 |              |              |  |  |        |        |
|  | A4-A1                  |                  | Oliver Rowland | 1:12.007 |              |              |  |  |        |        |
|  |                        | Jean-Éric Vergne | 1:12.602       |          |              |              |  |  |        |        |
|  | Jean-Éric Vergne       | Jean-Éric Vergne | 1:12.602       | 1:12.681 |              |              |  |  |        |        |
|  | Jean-Éric Vergne       |                  | H1-H2          | 1:12.681 |              |              |  |  |        |        |
|  | Lucas di Grassi        | 1:12.756         |                |          |              |              |  |  |        |        |
|  | Lucas di Grassi        | 1:12.756         | Oliver Rowland | 1:12.615 |              |              |  |  |        |        |
|  | B3-B2                  |                  | Oliver Rowland | 1:12.615 |              |              |  |  |        |        |
|  |                        | Dan Ticktum      | 1:24.181       |          |              |              |  |  |        |        |
|  | Dan Ticktum            | Dan Ticktum      | 1:24.181       | 1:12.173 |              |              |  |  |        |        |
|  | Dan Ticktum            | K3-K4            |                | 1:12.173 |              |              |  |  |        |        |
|  | Edoardo Mortara        | 1:12.754         |                |          |              |              |  |  |        |        |
|  | Edoardo Mortara        | 1:12.754         | Dan Ticktum    | 1:12.028 |              |              |  |  |        |        |
|  | B4-B1                  |                  | Dan Ticktum    | 1:12.028 |              |              |  |  |        |        |
|  |                        | Pascal Wehrlein  | 1:12.189       |          |              |              |  |  |        |        |
|  | António Félix da Costa | Pascal Wehrlein  | 1:12.189       | 1:12.920 |              |              |  |  |        |        |
|  | António Félix da Costa |                  |                | 1:12.920 |              |              |  |  |        |        |
|  | Pascal Wehrlein        | 1:12.299         |                |          |              |              |  |  |        |        |
|  | Pascal Wehrlein        | 1:12.299         |                |          |              |              |  |  |        |        |

#### Startopstelling
| Pos | No | Coureur                | Team               |
| --- | -- | ---------------------- | ------------------ |
| 1   | 23 | Oliver Rowland         | Nissan             |
| 2   | 33 | Dan Ticktum            | Cupra Kiro-Porsche |
| 3   | 1  | Pascal Wehrlein        | Porsche            |
| 4   | 25 | Jean-Éric Vergne       | DS                 |
| 5   | 48 | Edoardo Mortara        | Mahindra           |
| 6   | 11 | Lucas di Grassi        | Lola-Yamaha-ABT    |
| 7   | 13 | António Félix da Costa | Porsche            |
| 8   | 17 | Norman Nato            | Nissan             |
| 9   | 5  | Taylor Barnard         | McLaren-Nissan     |
| 10  | 8  | Sam Bird               | McLaren-Nissan     |
| 11  | 21 | Nyck de Vries          | Mahindra           |
| 12  | 7  | Maximilian Günther     | DS                 |
| 13  | 37 | Nick Cassidy           | Jaguar             |
| 14  | 27 | Jake Dennis            | Andretti-Porsche   |
| 15  | 22 | Zane Maloney           | Lola-Yamaha-ABT    |
| 16  | 16 | Sébastien Buemi        | Envision-Jaguar    |
| 17  | 55 | Jake Hughes            | Maserati           |
| 18  | 2  | Stoffel Vandoorne      | Maserati           |
| 19  | 3  | David Beckmann         | Cupra Kiro-Porsche |
| 20  | 51 | Nico Müller            | Andretti-Porsche   |
| 21  | 9  | Mitch Evans            | Jaguar             |
| 22  | 4  | Robin Frijns           | Envision-Jaguar    |

### Race
| Pos | No | Coureur                | Team               | Rondes | Tijd/Oorzaak uitval | Grid | Punten |
| --- | -- | ---------------------- | ------------------ | ------ | ------------------- | ---- | ------ |
| 1   | 23 | Oliver Rowland         | Nissan             | 32     | 45:51.352           | 1    | 28     |
| 2   | 1  | Pascal Wehrlein        | Porsche            | 32     | +0.337              | 3    | 18     |
| 3   | 33 | Dan Ticktum            | Cupra Kiro-Porsche | 32     | +0.901              | 2    | 15     |
| 4   | 27 | Jake Dennis            | Andretti-Porsche   | 32     | +1.156              | 14   | 12     |
| 5   | 11 | Lucas di Grassi        | Lola-Yamaha-ABT    | 32     | +2.917              | 6    | 10     |
| 6   | 25 | Jean-Éric Vergne       | DS                 | 32     | +3.698              | 4    | 8      |
| 7   | 37 | Nick Cassidy           | Jaguar             | 32     | +3.995              | 13   | 6      |
| 8   | 8  | Sam Bird               | McLaren-Nissan     | 32     | +4.327              | 10   | 5      |
| 9   | 16 | Sébastien Buemi        | Envision-Jaguar    | 32     | +4.884              | 16   | 2      |
| 10  | 7  | Maximilian Günther     | DS                 | 32     | +5.186              | 12   | 1      |
| 11  | 51 | Nico Müller            | Andretti-Porsche   | 32     | +6.088              | 20   |        |
| 12  | 48 | Edoardo Mortara        | Mahindra           | 32     | +6.694              | 5    |        |
| 13  | 3  | David Beckmann         | Cupra Kiro-Porsche | 32     | +6.892              | 19   |        |
| 14  | 22 | Zane Maloney           | Lola-Yamaha-ABT    | 32     | +7.898              | 15   |        |
| 15  | 21 | Nyck de Vries          | Mahindra           | 32     | +10.192             | 11   |        |
| 16  | 4  | Robin Frijns           | Envision-Jaguar    | 32     | +10.560             | 22   |        |
| 17  | 17 | Norman Nato            | Nissan             | 32     | +14.686             | 8    |        |
| 18  | 55 | Jake Hughes            | Maserati           | 32     | +1:12.476           | 17   |        |
| DNF | 5  | Taylor Barnard         | McLaren-Nissan     | 28     | Ongeluk             | 9    |        |
| DNF | 2  | Stoffel Vandoorne      | Maserati           | 28     | Schade ongeluk      | 18   |        |
| DNF | 13 | António Félix da Costa | Porsche            | 12     | Schade ongeluk      | 7    |        |
| DNS | 9  | Mitch Evans            | Jaguar             | 0      | Schade ongeluk      | 21   |        |

## Tussenstanden wereldkampioenschap

### Coureurs
| Positie | No. | Rijder                 | Team             | Punten |
| ------- | --- | ---------------------- | ---------------- | ------ |
| 01      | 23  | Oliver Rowland         | Nissan           | 161    |
| 02      | 1   | Pascal Wehrlein        | Porsche          | 84     |
| 03      | 13  | António Félix da Costa | Porsche          | 73     |
| 04      | 5   | Taylor Barnard         | McLaren-Nissan   | 69     |
| 05      | 27  | Jake Dennis            | Andretti-Porsche | 56     |
| 06      | 21  | Nyck de Vries          | Mahindra         | 52     |
| 07      | 48  | Edoardo Mortara        | Mahindra         | 47     |
| 08      | 25  | Jean-Éric Vergne       | DS               | 46     |
| 09      | 16  | Sébastien Buemi        | Envision-Jaguar  | 45     |
| 10      | 2   | Stoffel Vandoorne      | Maserati         | 44     |

### Teams
| Positie | Team               | Punten |
| ------- | ------------------ | ------ |
| 01      | Nissan             | 172    |
| 02      | Porsche            | 157    |
| 03      | Mahindra           | 99     |
| 04      | McLaren-Nissan     | 90     |
| 05      | DS                 | 89     |
| 06      | Andretti-Porsche   | 80     |
| 07      | Maserati           | 71     |
| 08      | Jaguar             | 58     |
| 09      | Envision-Jaguar    | 55     |
| 10      | Cupra Kiro-Porsche | 43     |

### Constructeurs
| Pos. | Constructeur | Punten |
| ---- | ------------ | ------ |
| 01   | Nissan       | 256    |
| 02   | Porsche      | 212    |
| 03   | Stellantis   | 148    |
| 04   | Jaguar       | 141    |
| 05   | Mahindra     | 120    |
| 06   | Lola-Yamaha  | 32     |